# مهر أباد (إسفراين)
مهر أباد (بالفارسية: مهرآباد) هي قرية تقع في قسم زرق‌آباد الريفي (مقاطعة إسفراين) في إيران. يقدر عدد سكانها بـ 376 نسمة بحسب إحصاء 2016.